# 星宿增六
長蛇座23，又名BD-05 2762，HD 79910、SAO 136725、HR 3681，是長蛇座的一颗恒星，视星等为5.24，位于銀經237.54，銀緯28.25，其B1900.0坐标为赤經9h 11m 43.7s，赤緯-5° 28.25′ 9″。